# 이종문 (1928년)
이종문(1928년 ~ )은 대한민국 출신의 미국 기업인이다. 종근당 창업주인 이종근의 막내동생으로 미국으로 이민 전 종근당 전무이사로 근무하기도 하였다. 47세때인 1975년 도미하여 1982년 소프웨어개발업체 `다이아몬드멀티미디어시스템`을 설립하였다. 1995년 이회사를 성공적으로 매각하여 천문학적인 부를 축적하였으며, 지금은 AmBex 벤쳐그룹회장으로서 IT기업 투자와 함께 사회공헌과 자선활동을 하고있다.  1995년 미국최대의 아시아전문박물관으로 꼽히는 샌프란시스코 아시아박물관(Asian Art Museum of SanFransisco)에 1천6백만미불을 기증하여 이박물관의 이름을 이종문 아시아예술문화센터( Chong-moon Lee Center for Asian Art and Culture)로 바꾸었다. 2005년 5월 경영 일선에서 물러나면서 “창업주도 중요하지만 회사에 청춘을 바친 종업원들은 더욱 중요하다”며 전 재산을 사회에 환원하겠다고 밝혔다.

## 경력
- 2003-2011	나라뱅콥 (나라은행 지주회사) 이사회 회장 (Los Angeles, CA)
- 1999-현재	Silicon Valley Venture Fund 회장 (Sunnyvale, CA)
- 1995-현재	AmBex Venture Group 회장 (Sunnyvale, CA)
- 1982-1999	Diamond Multimedia Systems 창업, CEO, 회장 (San Jose, CA)[7]
- 1975-1982	Adak Inc. (무역 및 Consulting) 창업, CEO (Los Altos, CA)
- 1965-1975	(주)종근당 전무이사
- 1962-1965	한국도서관협회 (문교부산하) 상무이사 겸 사무국장
- 1960-1965	연세대학교 강사 (도서관학)
- 1954-1962	국립중앙도서관 서양서적과 사서관

## 학술 및 사회 활동
- 2009-2013	KAIST 이사
- 2009-2012	Center for Strategic & International Studies (CSIS) 이사 (Washington, DC)
- 2007-2009	CSIS 자문위원 (Washington, DC)
- 2006-2010	California Arts Council 위원
- 2004-2009	Stanford University, Engineering School, Stanford Technology Venture Program (STVP) 자문위원
- 2003-현재	US Asia Pacific Council 창립이사 (Washington, DC)
- 2002-2010	Asian American MultiTechnology Association (AAMA) 이사 (San Jose, CA)
- 2002-2005	Stanford University, Greater China Project (중국, 홍콩, 대만, 싱가포르 공동주최 경제연구회) 공동대표
- 2001-현재	KAIST 명예석좌교수 (Entrepreneurship)
- 2000-현재	TiE (The Indus Entrepreneurs) Charter Member (Santa Clara, CA)*
- 1999-현재	Asia Society 이사 (New York)
- 1999-2003	Stanford University 경영대학원에200만불을 기증하여 SEIT (Strategy & Entrepreneurship in IT Industry) program을 설치[8]
- 1998-현재	Asia Foundation 이사 (San Francisco, CA)
- 1998-2008	Council on Foreign Relations 회원 (New York)
- 1998-2004	World Affair Council 회원 (San Francisco, CA)
- 1997-2002	Stanford University 아시아/태평양지역 연구소 자문교수
- 1996-현재	이종문재단 이사장 (Sunnyvale, CA)
- 1996-2005	The Tech Museum (미국에서 유일한 Computer 및 High-tech 관련 박물관) 설립멤버 및 이사 (San Jose, CA)
- 1996-2003	US-PECC (US-Pacific Economic Cooperation Council) 이사 및 부회장
- 1996-2002	PECC 산하, US-Asia IT Summit 조직위원장
- 1995-2000	미국적십자사 (Santa Clara Chapter) 이사
- 1993-현재	San Francisco 아시아 미술박물관 (이종문 센터) Commissioner & 이사
- 1966-1974	한국 싸이클연맹 회장
- 1966-1974	한국 올림픽위원회 위원
- 1966-1974	대한체육회 이사
- 1962-1966	유네스코 한국본부  위원

## 학력
- 2007	카이스트 명예공학박사
- 2005	중앙대학교 명예 경영학박사
- 2001	Seton Hall University명예철학박사
- 1998	서울시립대학교 명예공학박사
- 1996	John F. Kennedy University명예경제학박사
- 1967	고려대학교 경영대학원 최고경영자과정 수료
- 1959	Peabody College, Vanderbilt University졸업, 도서관학석사
- 1953	중앙대학교 졸업, 법학사

## 상훈
- 2007	카이스트 명예공학박사
- 2005	중앙대학교 명예 경영학박사
- 2001	Seton Hall University명예철학박사
- 1998	서울시립대학교 명예공학박사
- 1996	John F. Kennedy University명예경제학박사
- 1967	고려대학교 경영대학원 최고경영자과정 수료
- 1959	Peabody College, Vanderbilt University졸업, 도서관학석사
- 1953	중앙대학교 졸업, 법학사

## 저서 및 강연
- 1999	“Silicon Valley Edge” (Silicon Valley의 생태, 기능 연구서) 공저, Stanford University 출판